# Fluorobenzen
Fluorobenzenul este un compus organic cu formula chimică C6H5F. Este un lichid incolor.